# Göring-Speer-Verordnung

Durchführungsverordnung vom 20. März 1943

Die sogenannte Göring-Speer-Verordnung hat mit Wirkung vom 22. Juli 1942 das deutsche Arbeitnehmererfindungsrecht neu geregelt. Das Ziel war, Erfindungen von Belegschaftsmitgliedern (in der nationalsozialistischen Terminologie Gefolgschaftsmitglieder genannt) zur Steigerung der Leistung der Wirtschaft und vor allem der Rüstung zu fördern. Sie bestand aus zwei Verordnungen:
- Verordnung über die Behandlung von Erfindungen von Gefolgschaftsmitgliedern vom 12. Juli 1942 von Hermann Göring, Beauftragter für den Vierjahresplan.[2]
- Durchführungsverordnung zur Verordnung über die Behandlung von Erfindungen von Gefolgschaftsmitgliedern vom 20. März 1943 von Albert Speer, Reichsminister für Bewaffnung und Munition.[3]

In der Durchführungsverordnung von 1943, die rückwirkend gemeinsam mit der Verordnung von 1942 in Kraft trat, wurde u. a. geregelt:
- Betriebliche Betreuung der Erfinder
- Meldepflicht von Erfindungen an den Unternehmer
- Verfahren für die Inanspruchnahme durch den Unternehmer
- Vergütungsanspruch des Erfinders
- Regelung von Rechtsstreitigkeiten

Die beiden Verordnungen wurden zum 1. Oktober 1957 vom neu geschaffenen Gesetz über Arbeitnehmererfindungen (ArbNErfG) abgelöst. Im ArbNErfG wurden die im Dritten Reich aufgestellten Grundsätze des geistigen Eigentums, dessen Übertragung auf den Arbeitgeber und der Vergütungsanspruch des Erfinders weitestgehend übernommen, ebenso das grundlegende Verfahren bei der Meldung und Inanspruchnahme von Erfindungen. Dies spricht keineswegs gegen das mit geringfügigen Modifikationen auch heute noch geltende ArbNErfG, sondern zeigt lediglich, dass in diesem speziellen Falle im Jahr 1943 ein bis heute brauchbares juristisches Fundament gelegt wurde.